# Bacuma maculiventris
Bacuma maculiventris är en stekelart som beskrevs av Cameron 1906. Bacuma maculiventris ingår i släktet Bacuma och familjen bracksteklar. Inga underarter finns listade.